# Intermezzo (film, 1939)
Pour les articles homonymes, voir Intermezzo.
Pour plus de détails, voir Fiche technique et Distribution.
Intermezzo (Intermezzo: A Love Story), également titré La Rançon du bonheur ou Envol vers le bonheur,  est un film américain réalisé par Gregory Ratoff, sorti en 1939.

## Synopsis[1]
Cette idylle douce et amère a pour vedette Ingrid Bergman et Leslie Howard, amants tourmentés, forcés de choisir entre la passion et l'honneur. Quand Holger Brandt, violoniste renommé, découvre la professeur de piano de sa fille, il est immédiatement frappé par sa beauté et son talent. Ils tombent amoureux, et Holger quitte sa famille pour vivre avec elle. Mais il ne lui faut pas longtemps pour se rendre compte combien sa femme et sa fille lui manquent et il se fait beaucoup de soucis pour la peine qu'il leur a causée.

## Fiche technique
- Titre : Intermezzo
- Titre original : Intermezzo: A Love Story
- Titres francophones alternatifs : La Rançon du bonheur (France), Envol vers le bonheur (Belgique)
- Réalisation : Gregory Ratoff
- Scénario : George O'Neil
- Production : Leslie Howard et David O. Selznick
- Musique : Robert Russell Bennett et Max Steiner
- Photographie : Gregg Toland et Harry Stradling Sr.
- Montage : Hal C. Kern et Francis D. Lyon
- Société de production : Selznick International Pictures
- Société de distribution : United Artists (États-Unis)
- Pays d'origine :  États-Unis
- Langue originale : anglais
- Format : Noir et blanc - 1,37:1 - Mono - 35 mm
- Genre : Drame et romance
- Durée : 70 minutes
- Dates de sortie :
  - États-Unis : 22 septembre 1939
  - France : 20 février 1946

## Distribution
- Leslie Howard : Holger Brandt
- Ingrid Bergman : Anita Hoffman
- Edna Best : Margit Brandt
- John Halliday : Thomas Stenborg
- Cecil Kellaway : Charles Moler, l'impresario
- Enid Bennett : Greta Stenborg
- Ann E. Todd : Ann Marie Brandt
- Douglas Scott : Eric Brandt
- Eleanor Wesselhoeft : Emma
- Marie Flynn : Marianne
- Doris Lloyd (non créditée) : la maîtresse d'école, sur la scène de l'accident

## Autour du film
Ce film est un remake américain d'Intermezzo, film suédois de 1936, réalisé par Gustaf Molander, avec déjà Ingrid Bergman dans le rôle d'Anita Hoffman.